# Žarko Varajić
Žarko Varajić (Servisch: Жарко Варајић) (Nikšić, Joegoslavië - Belgrado, 23 juni 2019) was een Montegrijnse basketballer.

## Carrière
In 1970 werd de achttienjarige Varajić lid van KK Bosna, een club die op het tweede niveau van Joegoslavisch basketbal speelde. Met jonge spelers als Anto Đogić, Rođeni Krvavac, en center Zdravko Čečur op de roster, slaagde de club erin om de eerste klasse te bereiken.
In de zomer van 1971 werd de positie van hoofdcoach van de club overgenomen door de 24-jarige Bogdan Tanjević, die net was gestopt met spelen. De jonge ploeg onder leiding van een jonge beginnende hoofdcoach, en met de nieuwe aanwinst van de 22-jarige Svetislav Pešić van KK Partizan, de enige speler op de selectie die eerder topbasketbal had gespeeld, slaagde erin om promotie te krijgen naar het hoogste niveau van de Joegoslavische Eerste Klasse. Varajić bleek een formidabele tandem te zijn met teamgenoot Mirza Delibašić, een tandem alleen geëvenaard door Dražen Dalipagić en Dragan Kićanović in Partizan.
Bosna won in 1979 de FIBA European Champions Cup in Grenoble, Frankrijk waar Varajić 45 punten scoorde - het record voor het aantal punten gescoord in de finale van de FIBA European Champions Cup (later de EuroLeague genoemd) - tegen de Italiaanse club Emerson Varese met een score van 96-93.

## Nationale ploeg
Varajić was lid van het nationale basketbalteam van Joegoslavië. Hij speelde met Joegoslavië in 126 wedstrijden.
Varajić werd meestal gebruikt als back-up van Dražen Dalipagić als kleine aanvaller, en won medailles op de volgende toernooien: zilver op de Olympische Zomerspelen van Montreal in 1976, goud op de EuroBasket in 1977, en brons op de EuroBasket in 1979. Verder won hij goud op het Balkan Kampioenschap van 1974, de Middellandse Zeespelen van 1975, en het Balkan Kampioenschap van 1976.
Hij was nog jaren betrokken bij de Olympische ploegen, het nationaal basketbalteam en internationale tornooien.

## Erelijst
- 3x Joegoslavisch landskampioen: 1978, 1980, 1983
- 2x Joegoslavisch bekerwinnaar: 1978, 1984
- 1x EuroLeague: 1979
- Olympische Spelen: 1x
- EuroBasket: 1x , 1x
- Middellandse Zeespelen: 1x